# Maria-vom-guten-Rat-Kirche
Maria-vom-guten-Rat-Kirche, auch Unsere Liebe Frau oder Mutter vom Guten Rat, ist ein Name diverser Kirchen, Kapellen, und Klosterkirchen, die dem Patrozinium der Mutter vom guten Rat, einem Titel der Hl. Maria, unterstellt sind. Festtag ist der 26. April (kath.).
- Siehe auch Marienkirche (im Allgemeinen)

Hauptkirche ist das Santuario della Madonna del Buon Consiglio in Genazzano. Die Wallfahrt dorthin ist seit 1467 belegt, die Anbetung wurde besonders von den Augustiner-Eremiten gefördert.
- ♦ …  Basiliken, Sanktuarien, wichtige Wallfahrtskirchen u. ä.

In anderen Sprachen:
lateinisch Mater boni consilii;

englisch Mary / Mother / Our Lady of Good Counsel;
französisch Marie/Notre Dame du Bon Conseil;
italienisch Madonna/Madre/Maria [Santissima / Beata / Vergine] del Buon Consiglio;

portugiesisch Maria/Nossa Senhora do Bom Conselho;
russisch Божией Матери Доброго совета (Boschiej Materi Dobrowo soweta);

spanisch Maria/Nuestra Señora del Buen Consejo;
slowenisch Marija/Matere dobrega sveta;
tschechisch [Svaté] Panny Marie Dobré Rady

## Liste

### Australien
- Our Lady of Good Counsel Roman Catholic church, Tungamah, Victoria
- Mother of Good Counsel Church, Innisfail, Queensland

### Deutschland
- Maria-vom-Guten-Rat-Kapelle in Beilenberg, Sonthofen-Altstädten
- Mutter-vom-guten-Rat-Kapelle im Essener Münster
- Mutter vom Guten Rat in Frankfurt-Niederrad
- Maria vom Guten Rat in Besse bei Gudensberg, Nordhessen[2]
- Maria vom guten Rat in Hohenfels (Oberpfalz), Ortsteil Lauf
- Maria vom Guten Rat (München)
- Mutter-vom-Guten-Rat-Kapelle in Rheder (Euskirchen)
- Maria vom Guten Rat in Thanried
- ♦Pfarrkirche St. Laurentius und Wallfahrtskirche zur Mutter vom Guten Rat in Wörth an der Isar – mit Hl. Lorenz (von Rom)
- Mutter vom guten Rat in Nürnberg-Moorenbrunn

ehemalig:
- Eben-Ezer-Kapelle (Berlin-Lichterfelde)

### Italien
- Chiesa di Santa Maria del Buon Consiglio di Ascoli Piceno, Marken
- ♦Santuario della Madonna del Buon Consiglio di Borgio Verezzi, Ligurien
- Chiesa del buon consiglio di Casamicciola Terme, Neapel, Kampanien
- [Vecchia] Chiesa della Beata Vergine Maria del Buon Consiglio di Cerignola, Foggia, Apulien
- [Nuova] Chiesa del Buon Consiglio di Cerignola, Foggia, Apulien
- Chiesa della Madonna del Buon Consiglio di Collepepe, Collazzone, Perugia, Umbrien
- Chiesa della Madonna del Buon Consiglio di Falconara Albanese, Cosenza, Kalabrien
- Chiesa della Beata Vergine del Buon Consiglio di Firenze, Florenz, Toskana
- Chiesa della Madonna del Buon Consiglio di Frosini, Chiusdino, Siena, Toskana
- ♦Santuario della Madonna del Buon Consiglio di Genazzano, Latium – Basilica minor
- ♦Basilica dell’Incoronata Madre del Buon Consiglio di Neapel, Kampanien – Basilica minor
- Santuario cimitero di Pedrengo, Bergamo, Lombardei
- Chiesa della Madonna del Buonconsiglio di Prato, Toskana
- Chiesa della Beata Vergine del Buon Consiglio di Petosino, Sorisole, Bergamo, Lombardei
- ♦Santuario della Madonna del Buon Consiglio di Pignone, Ligurien
- ♦Propositura di San Michele Arcangelo, Santuario di Maria Santissima del Buon Consiglio di Ponte Buggianese, Pistoia, Toskana
- Santa Maria del Buon Consiglio a Porta Furba, Rom-Tuscolano, Latium
- Chiesa di Santa Maria del Buon Consiglio, Rom-Monti (Via del Buon Consiglio), Latium
- Cappella della Mater Boni Consilii, Roma-Monti (Via Salita del Grillo), Latium
- Chiesa della Madonna del Buon Consiglio di San Benedetto Ullano, Cosenza, Kalabrien
- Cappella della Madonna del Buon Consiglio, Siena, Toskana
- Chiesa di Maria Vergine del Buon Consiglio di Sillano Giuncugnano, Lucca, Toskana
- ♦Santuario di Maria Santissima del Buon Consiglio di Torre del Greco, Kampanien
- Chiesa di Beata Vergine del Buon Consiglio di Villa di Serio, Bergamo, Lombardei

### Mexiko
- Iglesia Nuestra Señora del Buen Consejo y Preciosa Sangre, Miguel Hidalgo, Distrito Federal – mit Hll. Blut

### Österreich
Niederösterreich
- ♦Pfarrkirche Schwarzau am Steinfeld

Oberösterreich
- Filialkirche Gstaig

Salzburg
- Maria, Mutter vom Guten Rat (Böckstein), Bad Gastein

Tirol
- Ortskapelle Gschwendt bei Hippach
- Pfarrkirche Hinterhornbach
- Eggerkapelle in Hinterbichl, Prägraten am Großvenediger
- Kapelle Maria vom Guten Rat in Hopfgarten in Defereggen
- Maria vom Guten Rat in Steinach am Brenner

### Slowenien
- Cerkev Matere dobrega sveta, Globočice pri Kostanjevici, Kostanjevica na Krki, Dolenjska

### Tschechien
- Kostel Panny Marie Dobré Rady, Pohoří na Šumavě (Buchers), Český Krumlov – teilrekonstruierte Kirchenruine

### Vereinigtes Königreich
- Our Lady of Good Counsel Roman Catholic Church, Glasgow
- Our Lady of Good Counsel Church, Seacroft, Leeds